# Sidi Abdallah Ghiat
Sidi Abdallah Ghiat (franska: Sidi Abdallah Ghiat (CR), Sidi Abdallah Ghiat (Commune Rurale), arabiska: أيت سيدي داود) är en kommun i Marocko.   Den ligger i provinsen Al Haouz och regionen Marrakech-Safi, i den centrala delen av landet, 290 km söder om huvudstaden Rabat. Antalet invånare är 19 648.